# ドイツ連邦道路38号線
ドイツ連邦道路38号線 (独: Bundesstraße 38、短縮形 B 38) はヘッセン州ロスドルフのB 26から、シュヴァイゲン＝レヒテンバッハとフランスバ＝ラン県ヴィサンブールの間にある国境線を越えてD264に接続するドイツ連邦道路である。
ルートヴィヒスハーフェン・アム・ラインとランダウ・イン・デア・プファルツの間は
並行して走るA 65のノイシュタット・アン・デア・ヴァインシュトラーセ付近の建設に伴って、ラインラント＝プファルツ州道L 530, L 519, L 516となっている。

## ルート
B 38の最初の部分(54km)はロスドルフの東部にあるB 26のジャンクションから始まる。
ラインハイムのゲオルゲンハウゼン区、シュパハブリュッケン区を通って市街地中心部に達する。
さらに南下して、グロース＝ビーベラウ、ブレンスバッハを過ぎ、フレンキシュ＝クルムバッハから、ライヒェルスハイムのグムペンまではB 47との重複区間となっている。
B 47はベンスハイムおよびヴォルムスに向かって西に分岐していく。B 38はフュルト のクルムバッハに向かって下っていく。
ここからは、B 460と合流して フュルトの市街地中心を通過してレルツェンバッハにて、B 460はヘッペンハイムにむけて分岐していく。
B 38は渓谷をそのまま進み、リムバッハとメルレンバッハを通過していく。しばらくして、ザウコプフトンネルを西へ進んでいく。1999年の完成までは渓谷沿いにビルケナウ、ヴァインハイムを通っていたが新しいB 38はヴァインハイムの北側を通っている。A 5のAutobahnkreuz WeinheimからB 38はA 659となる。
約6km進むと、Viernheimer KreuzにてA 659は終わり、再びB 38となる。マンハイムのケーファータールまでは４車線であり、マンハイム大学病院を過ぎて市街地中心に進み、フリードリッヒ公園の前を通ってBismarckstraßeのB 37との合流点で前半部を終了する。
ライン川の対岸のルートヴィヒスハーフェン・アム・ラインではB 38はB 44と重なっている。
B 38の短い区間(5km)がノイシュタット付近、A 65からB 39までにある。
4番目の区間(24km)が、A 65のLandau-Südジャンクションからバート・ベルクツァバンを通ってフランス国境の街 シュヴァイゲン＝レヒテンバッハに至る。この区間は、
ドイツワイン街道
の一部である。